# Ophiacodon
Ophiacodon (gr. "dientes de serpiente") es un género extinto de sinápsidos pelicosaurios de la familia de los ofiacodóntidos que vivieron desde el Carbonífero superior hasta el Pérmico inferior; sus primeros fósiles fueron encontrados en Joggins, Nueva Escocia, Canadá y posteriormente se han encontrado en otras partes de Norteamérica y en Europa. Era un miembro especializado de la familia Ophiacodontidae.

## Descripción
Tenía por los menos dos metros en longitud y las especies más grandes tenían 3,6 metros, con un peso entre 30 a 50 kg. El tamaño de varias especies aumenta durante el Pérmico Inferior hasta su extinción. El cráneo era profundo, con las quijadas largas, y los dientes cortantes. Ophiacodon puede haber comido peces en corrientes y charcas, aunque el cráneo estrecho y alto parecería no coincidir con tal forma de vida. Se ha relacionado con otros ofiacodontos, por ejemplo Archaeothyris, y sus parientes parecen ser los ancestros de todos los sinápsidos, incluyendo los mamíferos.

## Galería de imágenes

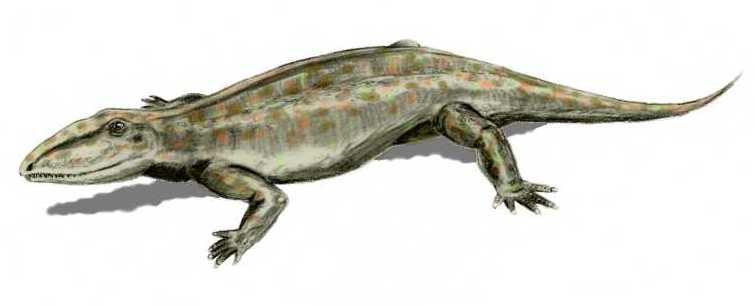
Restauración de Ophiacodon
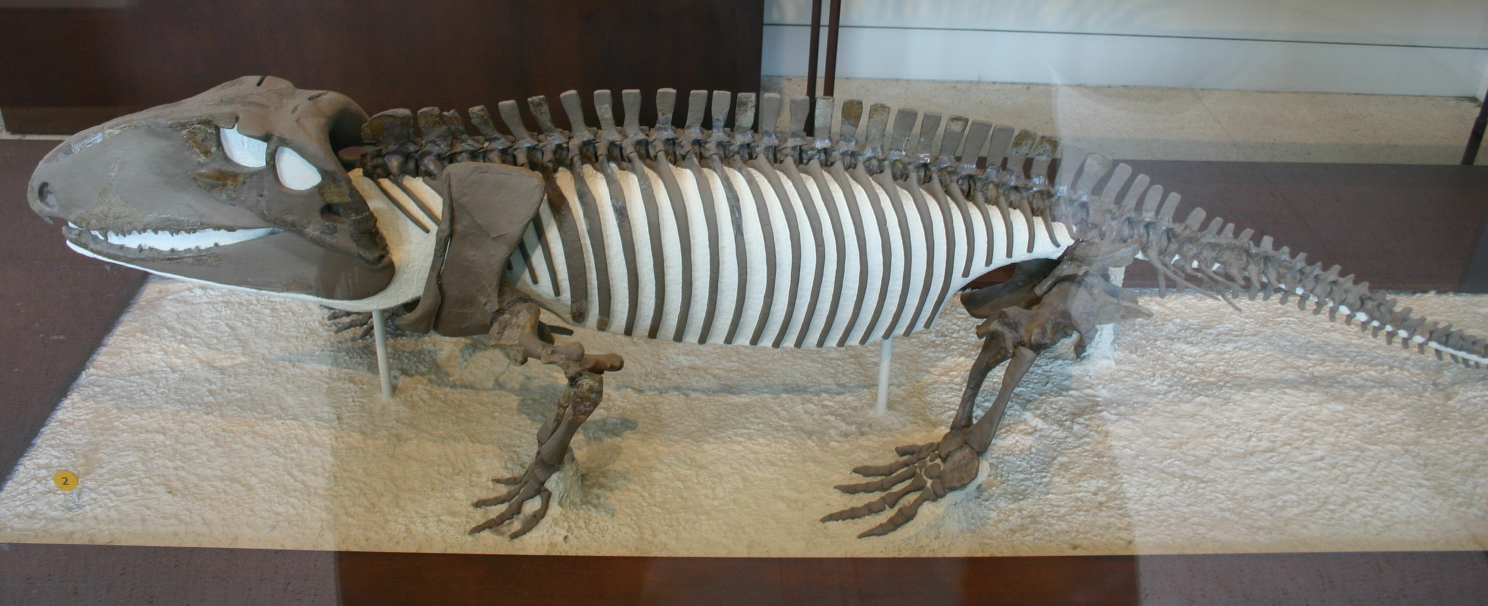
Esqueleto de Ophiacodon retroversus
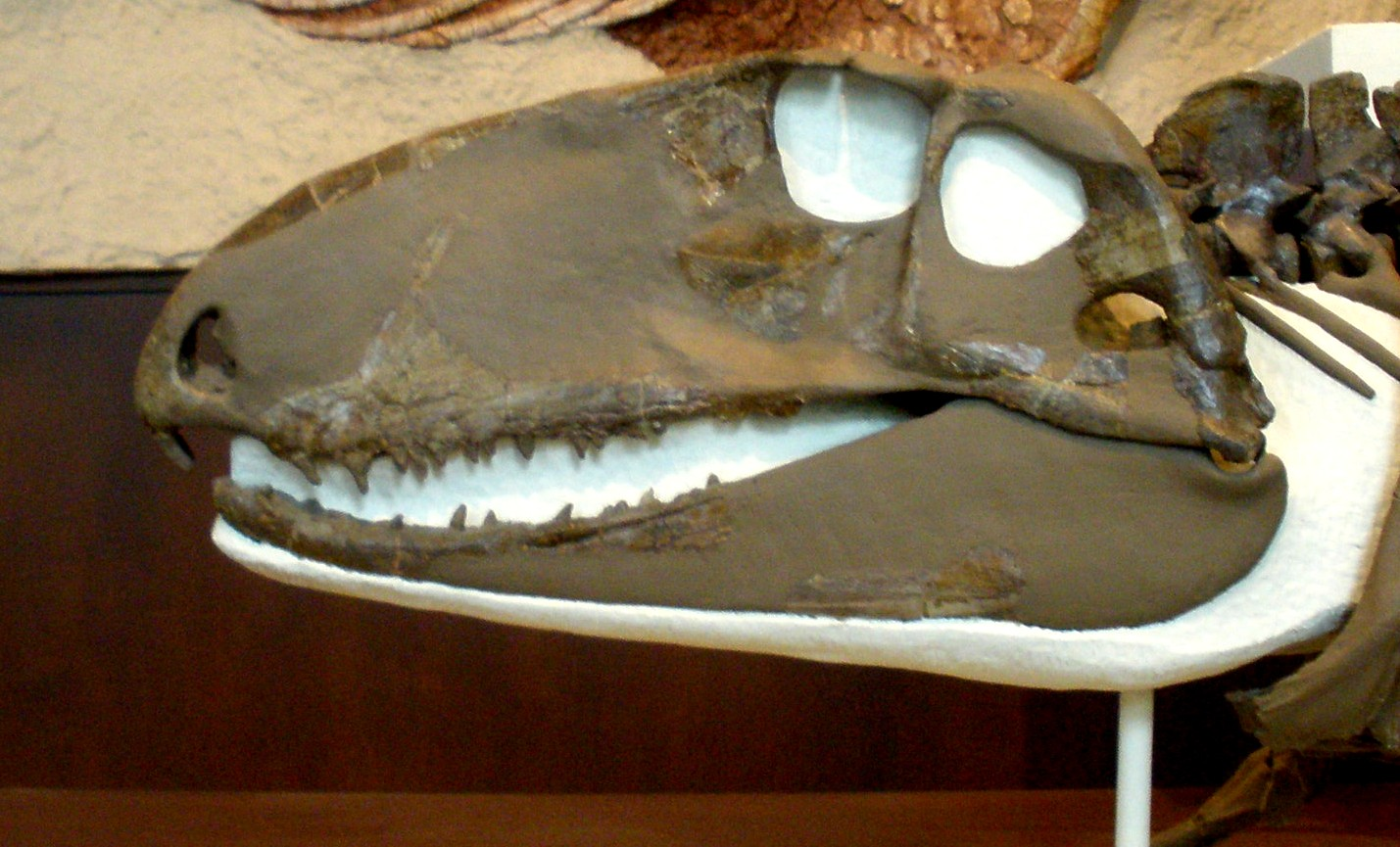
Cráneo fósil de Ophiacodon